# Conde de Daupias
O título de Conde de Daupias foi criado por decreto de 19 e por carta de 25 de Junho de 1886 do rei Luís I de Portugal a favor de Pedro Eugénio Daupias, 1.º conde e 1.º visconde de Daupias.

## Titulares
1. Pedro Eugénio Daupias, 1.º conde e 1.º visconde de Daupias
2. João Burnay, 2.º conde de Daupias